# Hans-Johann Färber
Hans-Johann Färber (ur. 20 kwietnia 1947 w Šljivoševci) – niemiecki wioślarz reprezentujący RFN, dwukrotny medalista olimpijski i trzykrotny medalista mistrzostw świata.

## Kariera
Wystąpił na igrzyskach olimpijskich w Meksyku w 1968, odpadając w repasażach pierwszej rundy w czwórkach ze sternikiem. Na rozgrywanych cztery lata później igrzyskach olimpijskich w Monachium osada RFN w składzie: Peter Berger, Hans-Johann Färber, Gerhard Auer, Alois Bierl i Uwe Benter (sternik) zdobyła złoty medal w tej samej konkurencji. W finale o 1,45 sekundy pokonali osadę NRD, a o 3,79 sekundy wyprzedzili osadę Czechosłowacji. Brał też udział w igrzyskach olimpijskich w Montrealu w 1976, wspólnie z Ralphem Kubailem, Siegfriedem Fricke, Peterem Niehusenem i Hartmutem Wenzelem zdobywając brązowy medal w czwórkach ze sternikiem.
W czwórkach ze sternikiem Peter Berger, Hans-Johann Färber, Gerhard Auer, Alois Bierl i Stefan Voncken (sternik) zdobyli też złoty medal na mistrzostwach świata w St. Catharines (1970). Następnie Färber wywalczył również brązowe medale na mistrzostwach świata w Lucernie (1974) i mistrzostwach świata w Nottingham (1975).
Ponadto zwyciężał w czwórkach ze sternikiem na mistrzostwach Europy w Klagenfurcie (1969) i mistrzostwach Europy w Kopenhadze (1971), a na mistrzostwach Europy w Vichy (1967) był trzeci.
Odznaczony Srebrnym Liściem Laurowym, najwyższym sportowym odznaczeniem państwowym.
Z zawodu był rzeźnikiem, jednak został zawodowym żołnierzem. Następnie przez wiele lat prowadził Regionalne Centrum Olimpijskie w Monachium.